# Premier League 2003-2004 (Irlanda del Nord)
La Premier League 2003-2004 è stata la 103ª edizione della prima divisione del campionato nordirlandese di calcio.
Il campionato era formato da sedici squadre e il Linfield vinse il titolo.

## Classifica finale
| Pos. | Squadra            | G  | V  | N  | P  | GF | GS | Punti |
| ---- | ------------------ | -- | -- | -- | -- | -- | -- | ----- |
| 1    | Linfield           | 30 | 22 | 7  | 1  | 67 | 16 | 73    |
| 2    | Portadown          | 30 | 22 | 4  | 4  | 71 | 22 | 70    |
| 3    | Lisburn Distillery | 30 | 16 | 7  | 7  | 45 | 30 | 55    |
| 4    | Coleraine          | 30 | 14 | 9  | 7  | 48 | 36 | 51    |
| 5    | Glentoran          | 30 | 15 | 5  | 10 | 48 | 27 | 50    |
| 6    | Ballymena United   | 30 | 13 | 8  | 9  | 41 | 35 | 47    |
| 7    | Limavady United    | 30 | 12 | 5  | 13 | 41 | 44 | 41    |
| 8    | Ards               | 30 | 9  | 11 | 10 | 36 | 46 | 38    |
| 9    | Crusaders          | 30 | 10 | 6  | 14 | 33 | 38 | 36    |
| 10   | Dungannon Swifts   | 30 | 10 | 6  | 14 | 36 | 48 | 36    |
| 11   | Institute          | 30 | 9  | 7  | 14 | 38 | 53 | 34    |
| 12   | Newry Town         | 30 | 8  | 9  | 13 | 35 | 53 | 33    |
| 13   | Omagh Town         | 30 | 9  | 4  | 17 | 37 | 58 | 31    |
| 14   | Larne              | 30 | 7  | 8  | 15 | 42 | 51 | 29    |
| 15   | Cliftonville       | 30 | 6  | 8  | 16 | 27 | 45 | 26    |
| 16   | Glenavon           | 30 | 4  | 4  | 22 | 24 | 67 | 16    |

G = Partite giocate; V = Vittorie; N = Nulle/Pareggi; P = Perse; GF = Goal fatti; GS = Goal subiti; 

### Spareggio retrocessione/promozione
- Cliftonville FC	3-0 e 1-1	Armagh City